# Mintarder Ruhrtalbrücke
Die Mintarder Ruhrtalbrücke (auch Mintarder Brücke genannt) ist in Deutschland mit 1.830 Metern die längste Straßenbrücke aus Stahl. Sie liegt im namensgebenden Mülheimer Stadtteil Mintard und verläuft als Teil der Bundesautobahn 52 in Ost-West-Richtung.

## Allgemeines
Bis zum 31. Dezember 1974 lag ein südlich der Ruhr gelegener Teil der Brücke im Gebiet der damals selbstständigen Stadt Kettwig. Im Rahmen einer kommunalen Neugliederung, bei der Kettwig Teil der Stadt Essen wurde, kam es zur Abtrennung von Mintard von Kettwig und zur Angliederung an Mülheim an der Ruhr, so dass die Brücke seither komplett im Gebiet der Stadt Mülheim an der Ruhr liegt.

## Technik
In einem weiten Bogen überspannt die Talbrücke das Ruhrtal und verbindet über die A 52 die Städte Düsseldorf und Essen. Vormals handelte es sich bei diesem Streckenabschnitt um die autobahnähnliche Bundesstraße 288. Die Brücke zählt auch heute noch zu den wichtigsten Brückenbauprojekten Europas nach dem Zweiten Weltkrieg. Die Planung für dieses damals einzigartige Projekt begann 1960. Mit dem Bau wurde 1963 begonnen. Mitte 1966 war die Brücke vollständig über das Ruhrtal gespannt.
Das Bauwerk ruht auf 18 Hohlpfeilern. Die größte Fahrbahnhöhe liegt 65 m über der Ruhr, die Brückenbreite zwischen den Geländern beläuft sich auf 27,3 m. Damit ist die gesamte Brückenfläche 49.176 Quadratmeter groß. Die Gesamtstützweite der 19-feldrigen Brücke beträgt 1.800,0 m mit Stützweiten von 66,6 m – 86,4 m – 4 × 90,0 m – 4 × 108,0 m – 126,0 m – 2 × 108,0 m – 4 × 90,0 m – 86,4 m – 66,6 m. Bei einem horizontalen Krümmungsradius von 3.000 m hat das Bauwerk nur an den beiden Widerlagern Dehnfugen. Der Überbau besteht aus einem einzelligen Stahlhohlkasten, der konstant 4,5 m hoch und 7,5 m breit ist. Das Längsgefälle ist 0,4 Prozent in Richtung Düsseldorf, das Quergefälle 1,5 Prozent. Die Baukosten betrugen umgerechnet rund zwanzig Millionen Euro.

### Instandsetzung nach vierzig Jahren
Nach knapp vierzigjährigem Bestehen der Brücke ist die Verkehrsbelastung so groß geworden, dass die Stahlkonstruktion entsprechend verstärkt werden musste, was ab 2001 zusammen mit einer kompletten Instandsetzung geschah und Ende 2005 abgeschlossen wurde. Dabei wurde erst an Pfeilern und Widerlagern der Beton erneuert. Laut heutiger Norm müssen vorgeschriebene Prüfungen des Pfeilerinnenraums und eventuelle Reparaturen vorgenommen werden, wozu Treppen in die Pfeiler eingebaut wurden. Dann wurde der Brückenüberbau mit Querstreben im Brückenhohlkasten für künftige Verkehrsaufkommen verstärkt. Des Weiteren wurde der Korrosionsschutz erneuert. Schließlich wurde der Fahrbahnbelag mit Gussasphalt neu gedeckt, welcher etwa zwanzig Jahre dem steigenden Verkehr standhalten soll. Heute fahren etwa 80.000 Fahrzeuge pro Tag über die Brücke. Die gesamte Sanierung kostete rund 14 Millionen Euro.
Im Sommer 2013 wurde die Brücke für eine Sanierung der eisernen Übergänge für drei Monate gesperrt, was zu erheblichen Verkehrsstörungen führte. Vom 1. Juli bis zum 30. September war die Fahrt Richtung Essen für den Verkehr gesperrt – ab 1. Oktober wurde die Fahrbahn plangemäß wieder für den Verkehr freigegeben.

### Geplanter Abriss und Neubau
Am 11. Juli 2019 gab der Landesbetrieb Straßenbau NRW bekannt, dass die Ruhrtalbrücke abgerissen und komplett neu gebaut werden soll. Das ist nötig, weil die darüber verlaufende A 52 zwischen dem Autobahnkreuz Breitscheid und Essen-Rüttenscheid sechsspurig ausgebaut werden soll, und sich die bestehende Brücke nicht auf sechs Spuren verbreitern lässt.
Für den Neubau wird zunächst der erste Teil der neuen Brücke neben die alte gesetzt. Dann wird die alte zurückgebaut oder gesprengt, anschließend an gleicher Stelle der zweite Teil der neuen Brücke gebaut. Während der gesamten Bauzeit wird die Brücke vierspurig, nach vollständiger Fertigstellung sechsspurig befahrbar sein. Der Baubeginn war ursprünglich für 2024 geplant, das Projekt sollte 233 Millionen Euro kosten.
Mit Stand 2025 befindet sich das Projekt weiter im Planungsstadium, es gibt keinen offiziellen Termin für den Baubeginn.

## Ansichten

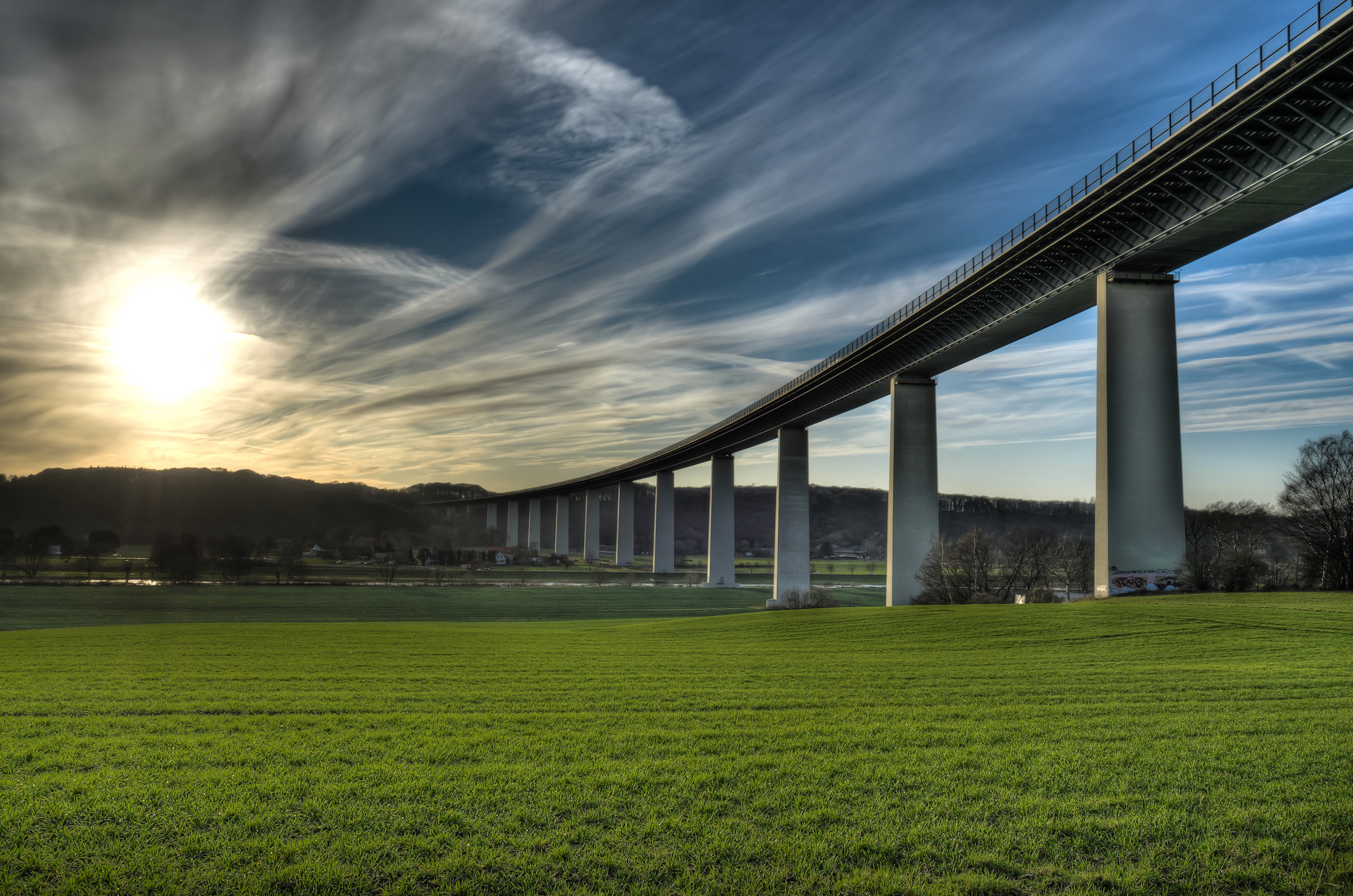
Blickrichtung Westen
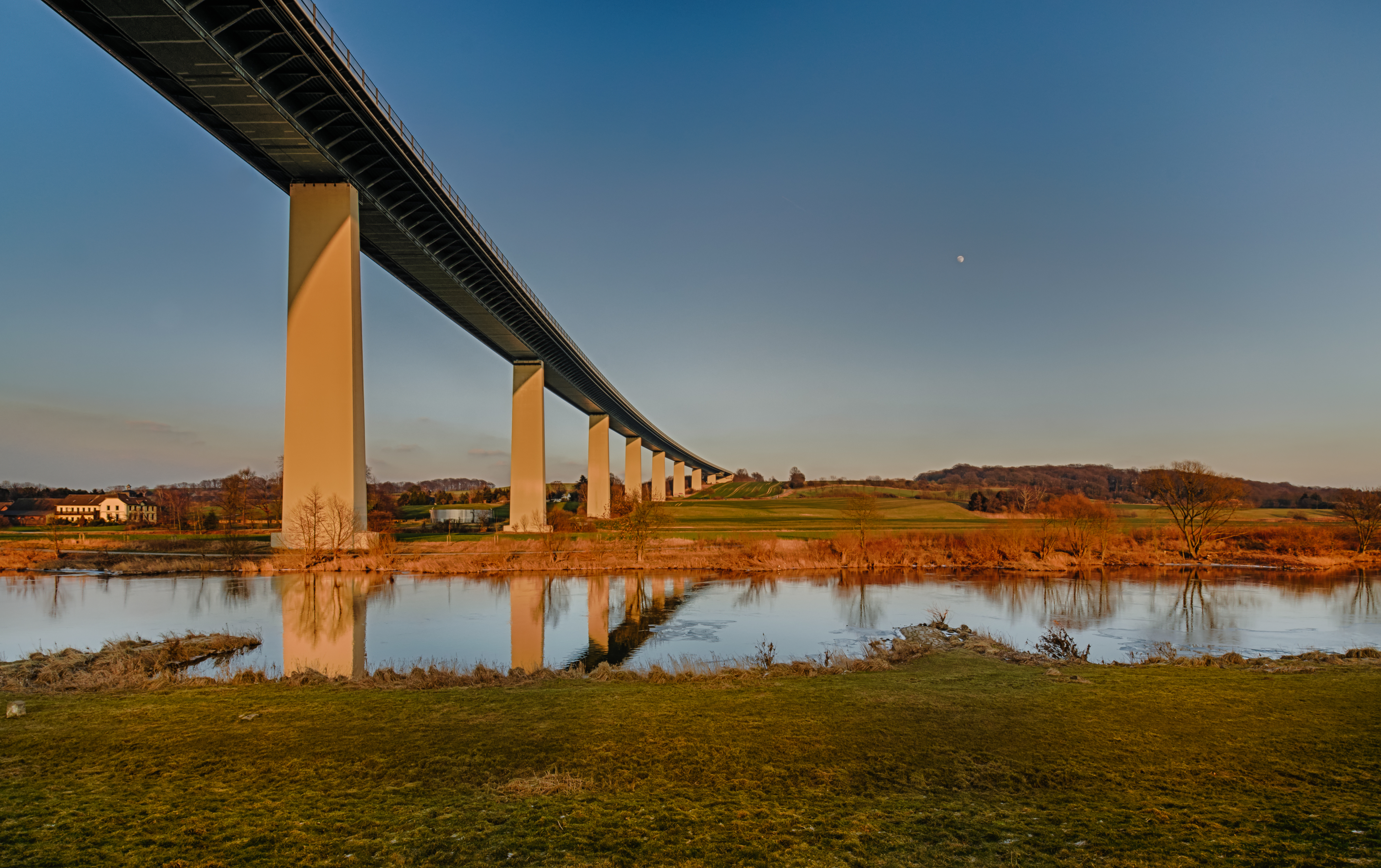
Blickrichtung Osten
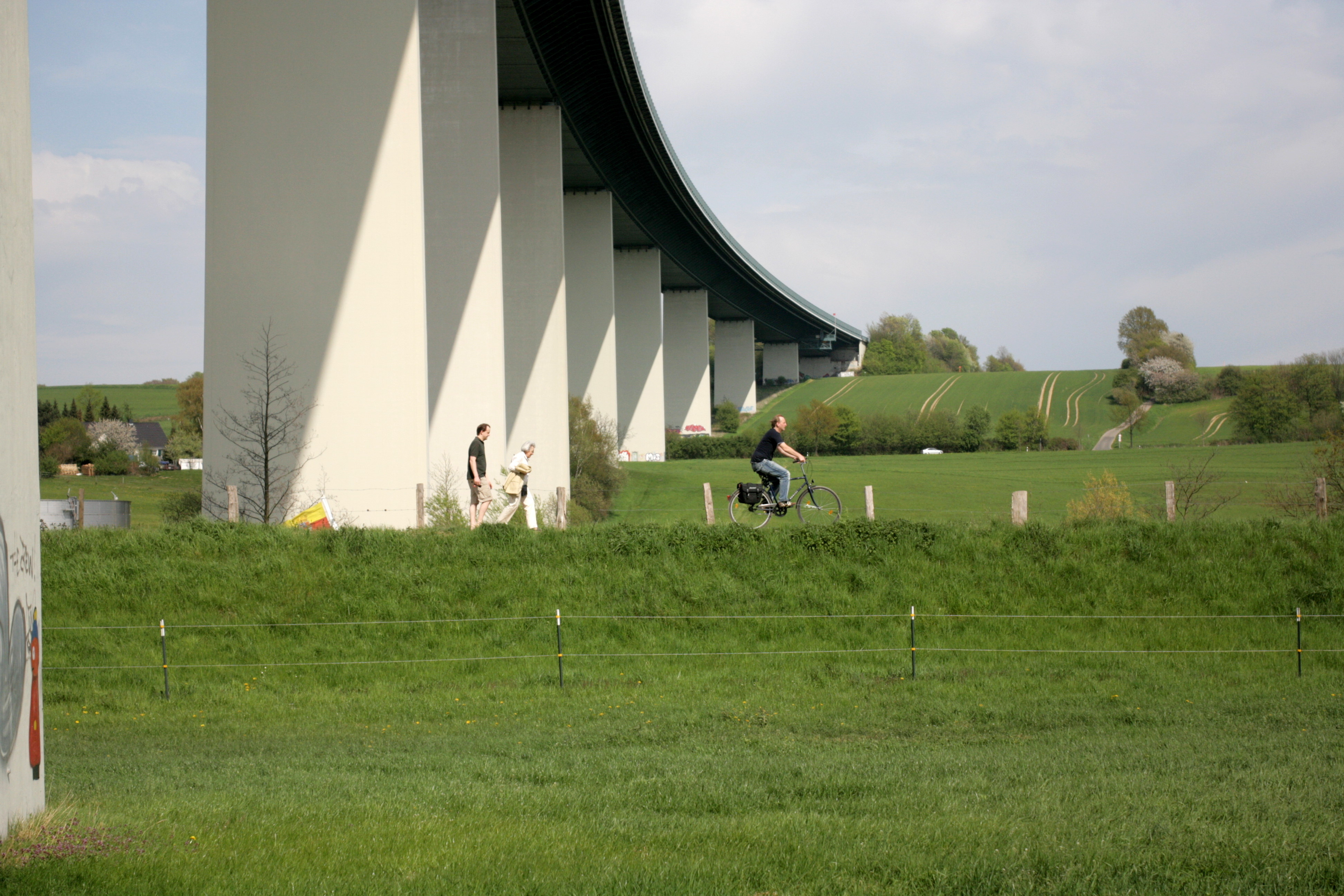
Ruhrdeich unter der Brücke
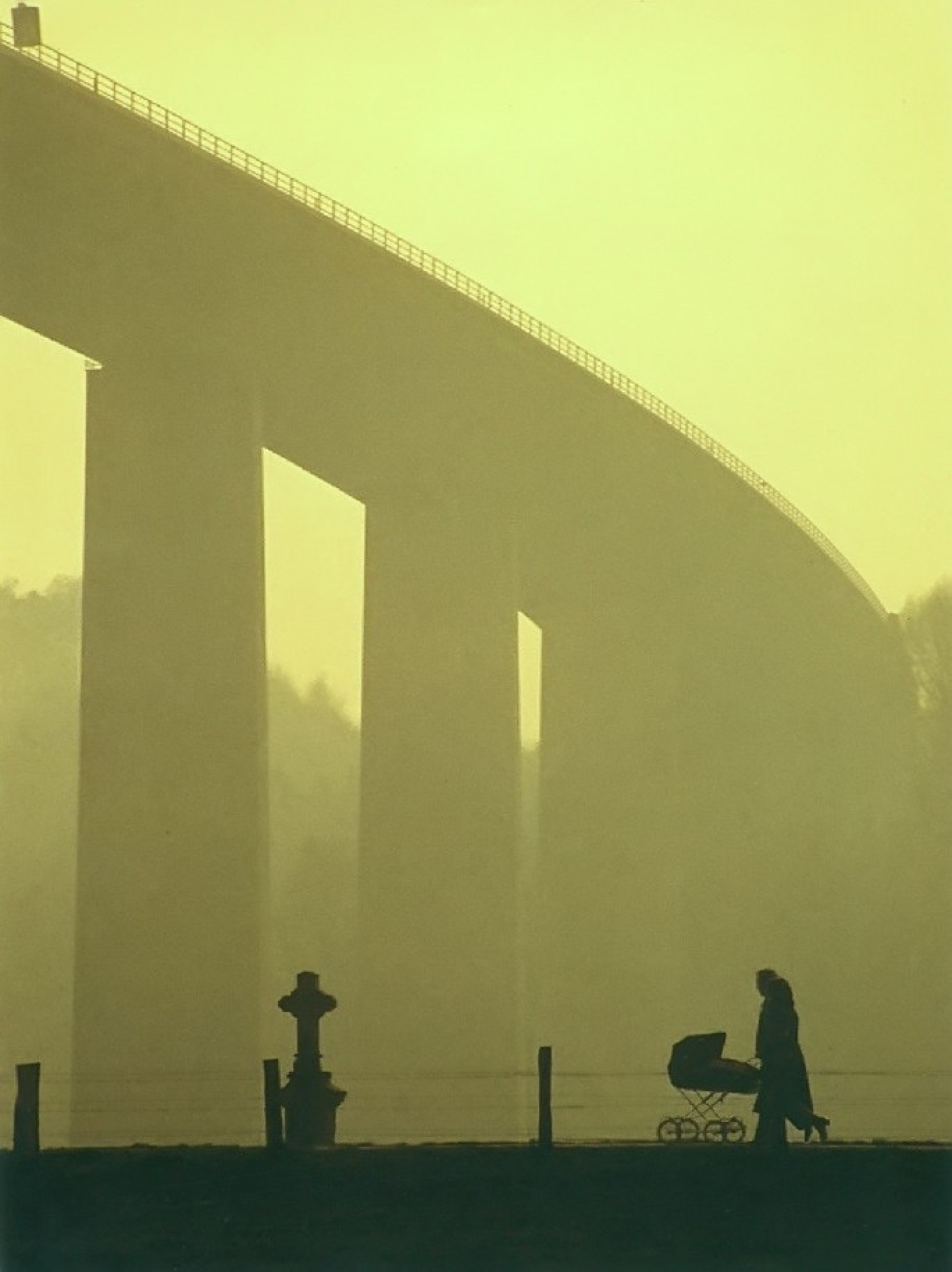
Impression im November
Während des Brückenbaus 1965

## Schicksale
Kurz vor Fertigstellung verlor ein Arbeiter sein Leben, als bei stürmischem und regnerischem Wetter während der Nacht die Schalungen am Widerlager auf Essener Seite, in die Beton gegossen worden war, kontrolliert wurden.
1994 wurde die Tochter des Hausmeisters eines Großindustriellen von zwei Brüdern entführt, in dem Hohlkasten unter der Fahrbahn für elf Tage gefangen gehalten und von einem der beiden vergewaltigt. Es gab Erpressungsversuche. Das zwölfjährige Opfer wurde aufgrund der Beobachtung einer Anwohnerin der nahe gelegenen Straße Heidendoren bzw. bei Wartungsarbeiten zufällig entdeckt und konnte befreit werden. Die beiden Täter wurden kurz darauf festgenommen und verurteilt.
Im Juli 2003 wurden bei Instandsetzungsarbeiten an der Brücke ein Arbeiter getötet und ein anderer schwer verletzt, als eine zwanzig Meter hohe Arbeitsbühne an einem der Pfeiler abbrach.
Traurige Berühmtheit erlangte die Brücke bald nach ihrer Fertigstellung wegen häufiger Suizide. Nachdem seit der Fertigstellung im Durchschnitt etwa vier Fälle pro Jahr zu verzeichnen waren, wurden in den 1980er Jahren die Brückengeländer durch einen mehrere Meter hohen Zaun ersetzt.